# Biča
Pour les articles homonymes, voir Bica.
Binxhë en albanais et Biča en serbe latin (en serbe cyrillique : Бича) est une localité du Kosovo située dans la commune/municipalité de Klinë/Klina et dans le district de Pejë/Peć. Selon le recensement kosovar de 2011, elle compte 117 habitants.

## Démographie

### Évolution historique de la population dans la localité
| 1948 | 1953 | 1961 | 1971 | 1981 | 1991 | 2011 |
| ---- | ---- | ---- | ---- | ---- | ---- | ---- |
| 352  | 356  | 446  | 482  | 440  | 430  | 117  |

|  |

### Répartition de la population par nationalités (2011)
En 2011, les Albanais représentaient 89,74 % de la population et les Égyptiens 10,26 %.